# Resolució 72 del Consell de Seguretat de les Nacions Unides
La Resolució 72 del Consell de Seguretat de les Nacions Unides, aprovada l'11 d'agost de 1949 després de la recepció d'un informe del Mediador Interí de les Nacions Unides a Palestina en la depuració de responsabilitats l'ONU va decidir retre homenatge al finat comte Folke Bernadotte, el llavors actual mediador actuant Ralph Bunche i als funcionaris belgues, francesos, suecs i estatunidencs que van servir en el personal i en qualitat d'observadors militars a Palestina.
No hi ha detall dels vots sobre la resolució adoptada.